# 青山京子
青山 京子（あおやま きょうこ、1935年11月23日 - 2020年1月12日） は、1950年代から1960年代にかけて活動していた日本の女優。本名・小林 みどり（こばやし みどり）。東京都世田谷区出身。夫は俳優・歌手の小林旭。

## 経歴

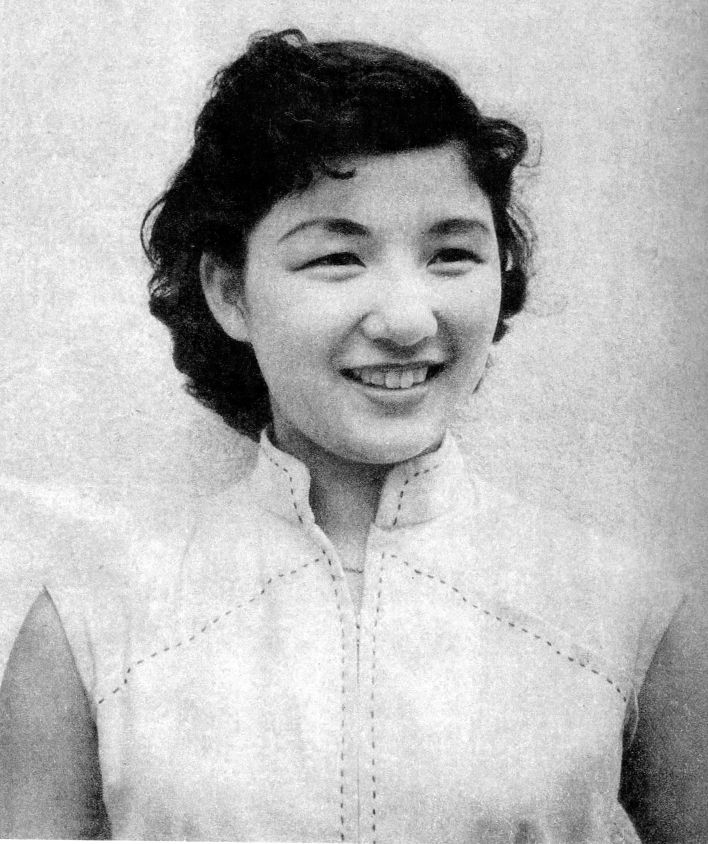
『キネマ旬報』第100号（1954年）より

香蘭女学校中等科卒業後、玉川聖学院高等部在学中の1952年に、東宝の丸山誠治監督作品『思春期』に登場する女子高校生役のオーディションを受け、2000人の中から合格し、本名の中西みどり名義でデビューした。映画公開後に青山京子と改名。同年に退学処分となったために、文化学院へ転校して卒業。
東宝の5期ニューフェイスとして演技の勉強を続け、1953年以降50本余の東宝作品に出演した。中でも1954年の『潮騒』は相手役の久保明とのコンビで、女優として大きく躍進する作品となった。1958年にフリーとなり、松竹の『江戸遊民伝』など時代劇女優で脚光を浴び、1960年だけで18本の映画に出演する。1967年、小林旭と結婚し引退した。その後亡くなるまで芸能界に復帰することは全くなかった。
2020年1月12日、肺がんのため、東京都内の病院で死去した。84歳没。
没後5年となる2025年1月6日放送のテレビ朝日『徹子の部屋』に出演した夫の小林旭によれば、亡くなる約1年前頃から体調を崩しており、医師の診断の結果、脳腫瘍に侵されていたことが判明して入院・手術を受け、その後は日常生活も不自由となって字も書けなくなり、その後がんは肺に転移したと明かしている。

## エピソード
- 1956年（昭和31年）3月7日、イタリアのローマで同3月12日から18日まで開催された日本映画見本市に出席のため、高千穂ひづるらと共にスカンジナビア航空機で出発。同3月23日、帰国。日本出発時の飛行機のタラップ（屋根なし）での写真が現存する。当時はまだ海外渡航自由化の前で、貴重なイタリア訪問となった。
- 続いて1959年（昭和34年）8月2日、モスクワ国際映画祭に出席のため、旧ソビエト連邦（現：ロシア連邦）の首都モスクワへ出発。同8月31日、約1ヶ月ぶりに日本に帰国した。この時もまだ海外渡航自由化の前で、貴重なモスクワ訪問となった。

## 主な出演作品

### 映画
- 思春期（1952年）
- 生きる（1952年）※ノンクレジット
- 春の囁き（1952年）
- 吹けよ春風（1953年）
- 恋人のいる街（1953年）
- 飛び出した日曜日（1953年）
- 母と娘（1953年）
- 続・思春期（1953年）
- 赤線基地（1953年）
- 十代の誘惑（1953年）
- 伊津子とその母（1954年）
- よい婿どの（1954年）
- 風立ちぬ（1954年）
- 潮騒（1954年）
- やんちゃ娘行状記（1955年）
- 恋化粧（1955年）
- 花嫁立候補（1955年）
- 麦笛（1955年）
- 制服の乙女たち（1955年）
- くちづけ（1955年）
- 朝霧（1955年）
- 生きものの記録（1955年）
- 若い樹（1956年）
- 逃げてきた花嫁（1956年）
- 暗黒街（1956年）
- チエミの婦人靴（1956年）
- 無法者の島（1956年）
- 不良少年（1956年）
- 現代の欲望（1956年）
- 与太者と若旦那（1956年）
- 好人物の夫婦（1956年）
- 裸足の青春（1956年）
- 哀愁の街に霧が降る（1956年）
- 婚約指輪（1956年）
- サザエさん（1956年）
- 眠狂四郎無頼控（1956年）
- 星空の街（1957年）
- 雨情（1957年）
- 続・サザエさん（1957年）
- 花嫁は待っている（1957年）
- 狙われた娘（1957年）
- サザエさんの青春（1957年）
- 智恵子抄（1957年）
- 家内安全（1958年）
- 東京の休日（1958年）
- 裸の大将（1958年）
- 弁天小僧（1958年）
- すずかけの散歩道（1959年）
- 天竜の鴉（1959年）
- 江戸遊民伝（1959年）
- 若き日の信長（1959年）
- おしどり道中（1959年）
- 紅あざみ（1959年）
- 旗本退屈男　謎の大文字　(1959)
- 鳴門の花嫁（1959年）
- 抱寝の長脇差（1960年）
- 大江戸の侠児（1960年）
- 右門捕物帖　地獄の風車（1960年）
- まぼろし大名（1960年）
- 清水港に来た男（1960年）
- 嫁さがし千両勝負（1960年）
- 恋しぐれ千両勝負（1960年）
- 男ならやってみろ（1960年）
- 姿なき暴力（1960年）
- 若殿千両肌（1961年）
- 尾張の暴れ獅子（1961年）
- 赤穂浪士（1961年）
- 月形半平太（1961年）

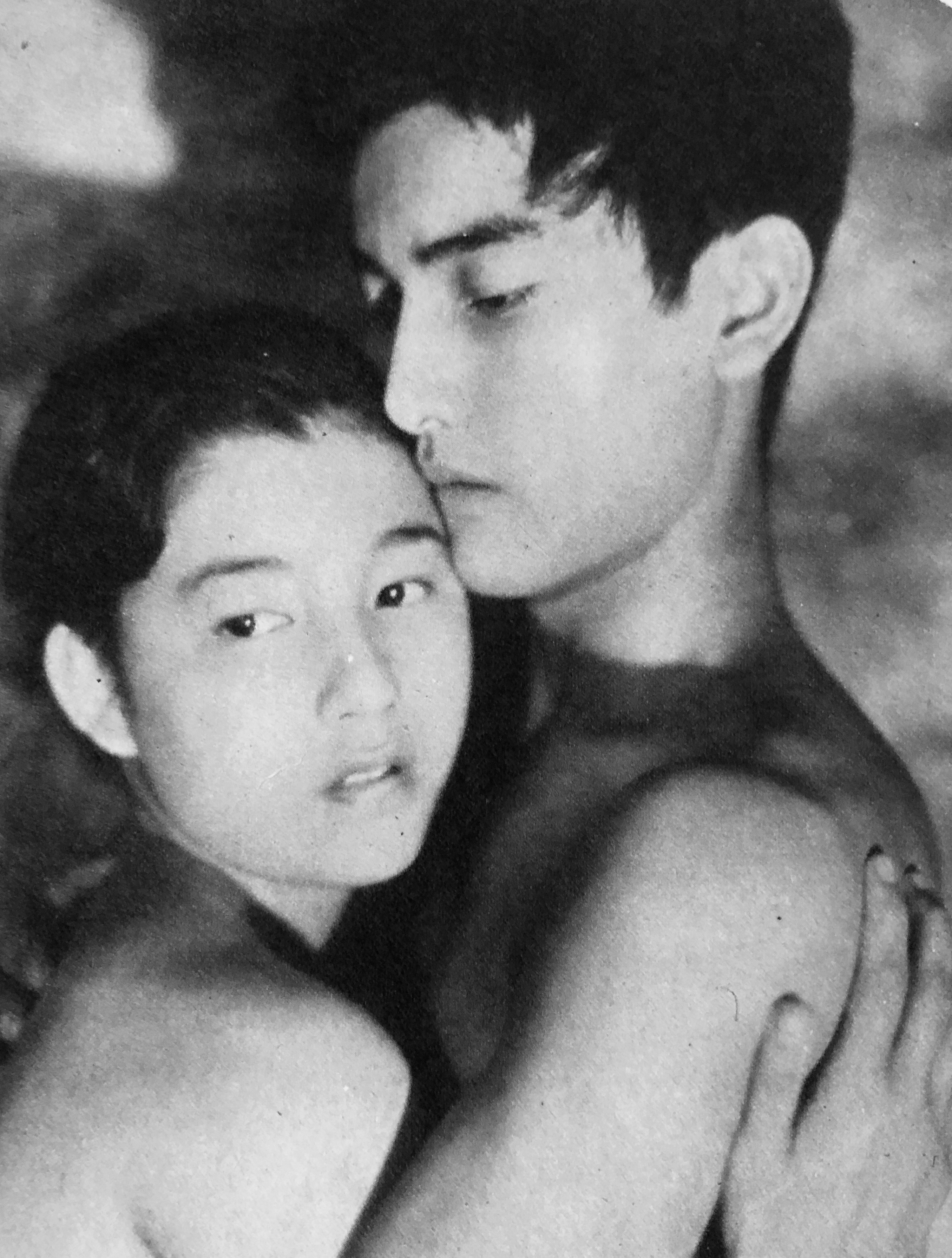
『潮騒』（1954年）

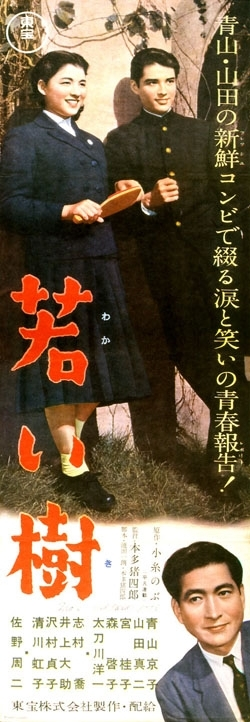
『若い樹』（1956年）。右は山田真二。下は佐野周二。

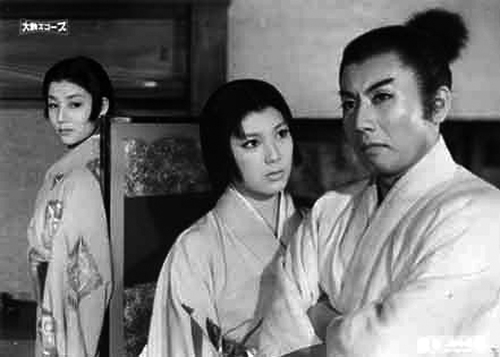
『若き日の信長』（1959年）。左から青山京子、金田一敦子、市川雷蔵。

- 又四郎行状記 神変美女蝙蝠（1961年、東映）
- ちゃりんこ街道（1961年）
- はやぶさ大名（1961年）
- さいころ奉行（1961年、東映）
- 権九郎旅日記（1961年）
- ひばりのおしゃれ狂女（1961年）
- 男の嵐（1963年）

### テレビドラマ
- 恋人（1959年、NTV）
- 友情（1959年、NTV）
- 姫君と浪人（1959年、NTV）
- 再婚（1959年、NTV）
- あにいもうと（1960年、CX）
- 国士無双（1961年、NHK総合）
- 松本清張シリーズ・黒の組曲 第18話「万葉翡翠」（1962年、NHK総合）
- 銀と青銅の差（1963年、NHK総合）
- 秋津温泉（1963年、CX）
- 水戸黄門 (ブラザー劇場) （TBS）
  - 第9話「天下の餅つき」（1964年）
  - 第41話「島育ち」（1965年）
- 喜びも悲しみも幾歳月（1965年、TBS）
- 竜馬がゆく（1965年、MBS）
- くらやみ五段（1965年 - 1966年、NET）